# Galgebakke og Hashøj
Galgebakke og Hashøj er to gravhøje, der ligger 200 m fra hinanden lige nord for landsbyen Slots Bjergby på Sydvestsjælland. De er blandt Sjællands største gravhøje, stammer fra bronzealderen, og blev benyttet som rettersted helt op til 1800-tallet.

## Galgebakken
Galgebakken er 6 meter høj og 40 m i diameter. Den er omgivet af 65 randsten. 

### Forhistorisk tid
Galgebakken blev oprindeligt opført i den ældre bronzealder (1700-1100 f.Kr.), men dens højde er øget gennem tiderne, da man i flere forskellige perioder har begravet mennesker i gravhøjen - de sidste begravelser stammer fra yngre jernalder. Gravhøjen består af i alt tre eller fire lag ovenpå hinanden.
Højen blev opført i ældre bronzealder, senere blev den udvidet med en stenkiste og en anden konstruktion af sten, derefter blev den igen udvidet i yngre bronzealder, hvor der blev brugt brandgrave i lerkrukker. 1000 år senere blev den brugt i yngre jernalder - på dette tidspunkt opførtes en stenramme - og man fandt rester af et ligbål med brændte ben og potteskår. Siden blev højen dækket med sten og jord og fik den højde den har i dag. Galgebakken viser således varierende gravskikke i løbet af over 1000 år.

### Rettersted og galgebakke
Galgebakken fik sit navn, da den har fungeret som rettersted fra middelalderen helt op til 1800-tallet. De dømte forbrydere måtte ikke begraves i indviet jord og blev derfor begravet i højen. Hængte blev begravet med hovedet på plads, og halshuggede med kraniet mellem benene. Man har kunne identificere benyttelsen af hjul og stejle på visse skeletter.

#### Henrettelsen 1847
Den sidste henrettelse fandt sted i 1847. Ane Marie Nielsdatter og hendes søn Jørgen Hansen blev dømt af Antvorskov Birk for at have dræbt Hans Jacobsen, der var den førstnævntes mand og den sidstnævntes far. Sønnen var kun 23 år, da han blev henrettet. 
De blev dømt efter Danske Lov der i disse sager var yderst hård og utidssvarende, men ifølge Sorø Amtstidende ville straffen have været grusommere kun 20 år tidligere:
"For ikke meget over et Decennium siden vilde deres Straf efter et i Slutningen af det 17de Aarhundrede udkommet og i Begyndelsen af 1833 endnu gjeldende Lovbud være bestemt til at knibes med gloende Tænger 3 Gange mellem Gernings- og Retterstedet, og allersidst på Retterstedet. Dernæst at afhugge først Haanden og derpaa Hovedet, og endelig at lægge paa Stejle med Hovedet og Haanden fæstede paa en Stage over Legemet.”
Denne straf slap de for, og de blev henrettet kun med økse d. 5 august 1847. Henrettelsen beskrives af den førnævnte amtsavis. Eline Boisen, kone til sognepræsten af de to arrestanter, beskrev også scenen: 
"Boisen havde fulgt dem op ad Banken. Drengen bad sit Fadervor og blev først henrettet, medens Boisen stod henne hos konen at dække det for hende. Hun vilde holde Tale, men Boisen forhindrede det til dels. Og der skete det rædsomme, at Skarpretteren maatte hugge flere gange – og en Pige vilde drikke det varme blod for at blive fri for krampe. Clausen forhindrede dette og førte Boisen over til Fengers." (Clausen og Fenger var præster fra hhv. Gimlinge og Slots Bjergby)

## Hashøj
Hashøj er ikke blevet undersøgt arkæologisk ligesom Galgebakken, men det kan tænkes at den har delt samme begravelsesformål som dens tvillingehøj i flere århundreder. Den tidligere Hashøj Kommune var opkaldt efter denne høj. Højen er 9 meter høj og 55 i diameter. Omkring står 6 randsten.